# Yvonne Verstoep-Bauer
Yvonne Verstoep-Bauer (Rotterdam, 17 november 1938 – 6 december 2000) was een Nederlands politicus van de VVD.
Ze was adjunct-directeur van het bedrijf van haar echtgenoot (scheepvaartkantoor G.H. Verstoep) voor ze in februari 1982 burgemeester van Reeuwijk werd. In 1991 kochten ze een zomerhuis in het Reeuwijkse plassengebied en lieten onderzoeken om het als permanente bewoning te boek te stellen maar gingen er intussen al wonen. Omdat haar echtgenoot in die periode ongeneeslijk ziek was werd dat door de gemeente min of meer gedoogd. Maar ook na zijn overlijden bleef ze daar wonen wat haar door de gemeente vanwege haar functie zwaar werd aangerekend. Volgens een onafhankelijk onderzoek had ze 'een professionele misstap' begaan. In maart 1996 kreeg ze een hartinfarct waarna ze met ziekteverlof ging. Kort voor ze zou terugkeren werd ze per 1 februari 1997 benoemd tot waarnemend burgemeester van de toenmalige Overijsselse gemeente Markelo wat ze tot 1999 zou blijven. Eind 2000 overleed ze op 62-jarige leeftijd.